# Fool's Day
Fool's Day è un singolo del gruppo inglese dei Blur, pubblicato nel 2010.

## Il brano
Il brano è il primo singolo del gruppo dal 2003. È stato pubblicato come 7" in occasione del Record Store Day in edizione limitata (1000 copie). La traccia è stata resa disponibile per il download gratuito sul sito della band nei formati MP3 e WAV.
In questa canzone collabora Graham Coxon, che non lavorava col gruppo dai tempi di Music Is My Radar (2000).

## Tracce
1. Fool's Day – 3:27

## Formazione
- Damon Albarn - voce, chitarra
- Graham Coxon - chitarra
- Alex James - basso
- Dave Rowntree - batteria